# The Stranger (Album)
The Stranger ist das fünfte Studioalbum des US-amerikanischen Musikers Billy Joel. Es wurde im September 1977 veröffentlicht und war zudem die erste Platte des Künstlers, die mit Platz zwei eine Top-3-Position in den amerikanischen Album-Charts belegen konnte. Bis heute ist The Stranger Billy Joels meistverkauftes Studioalbum.

## Geschichte

### Songs
Auf der Original-Schallplatte von The Stranger sind neun Songs enthalten, von denen viele noch heute zum festen Programm bei Joel-Konzerten gehören. Movin’ Out, She’s Always a Woman, Just the Way You Are, Everybody Has A Dream und Only The Good Die Young wurden alle vom Künstler neu verfasst, während Vienna, The Stranger und Get It Right The First Time aus Fragmenten, die Joel bereits für vorherige Projekte aufgenommen hatte, entstanden. Das epische Stück Scenes From an Italian Restaurant setzt sich aus verschiedenen Stilteilen zusammen, wobei der dritte Part von der schon früher geschriebene Ballad of Brenda and Eddie gebildet wird. Für „The Stranger“ ließ sich Joel zudem von den Experimenten seines Stiefsohns mit dem Echoplex inspirieren. Das markante Pfeifen im Refrain des Songs entstand nach eigenen Angaben auf die Antwort des Produzenten Phil Ramone auf Joels Aussage, dass er noch ein Instrument für die musikalische Umsetzung der Melodie brauche. Ramone antwortete „No, you don’t. That’s the stranger, the whistling.“ („Nein, brauchst du nicht. Das ist der Fremde, das Pfeifen“).

### Veröffentlichung
The Stranger wurde im September 1977 beim Label Columbia Records veröffentlicht und schaffte den Sprung auf den zweiten Platz der US-amerikanischen Album-Charts.
Ein großer Teil des Erfolgs des Albums geht nach Angaben Joels auf den Produzenten Phil Ramone, dessen innovative Methoden die Lieder perfekt abrundeten. Als Singles wurden Just the Way You Are, das bei den Grammy Awards 1979 als „Song des Jahres“ ausgezeichnet wurde, die akustische Ballade She’s Always A Woman, Only the Good Die Young sowie Movin’ Out (Anthony’s Song), das später als Titel für ein Broadway-Musical mit Billy-Joel-Stücken lieferte, ausgekoppelt. Das Album überholte zudem die Platte Bridge over Troubled Water von Simon and Garfunkel als meistverkauftes Album bei Columbia zu dieser Zeit. In der 2003 veröffentlichten Liste der 500 beste Alben aller Zeiten des Musikmagazins Rolling Stone belegte The Stranger den 67. Platz.

### 30th Anniversary Edition
Im Juli 2008 erschien zum 30-jährigen Jubiläum des Albums eine „30th Anniversary Edition“, welche in drei verschiedenen Formaten veröffentlicht wurde:
- eine 2CD-Edition mit dem Originalalbum sowie einem 1977 in der Carnegie Hall aufgezeichnetem Live-Konzert,
- eine 2CD-/DVD-Edition, die das Originalalbum, das Carnegie-Konzert sowie eine DVD mit Promo-Videos, einem Auftritt beim Old Grey Whistle Test von BBC One sowie eine 30-minütige Dokumentation enthält,
- sowie eine Vinyl-Version des Originalalbums.

## Titellisten
Sowohl die Musik als auch die Texte aller Titel wurden von Billy Joel geschrieben.

### The Stranger (1977)
1. Movin’ Out (Anthony’s Song) – 3:30
2. The Stranger – 5:10
3. Just the Way You Are – 4:52
4. Scenes from an Italian Restaurant – 7:37
5. Vienna – 3:34
6. Only the Good Die Young – 3:55
7. She’s Always a Woman – 3:21
8. Get It Right the First Time – 3:57
9. Everybody Has a Dream – 6:38

### 30th Anniversary Edition

#### Live At Carnegie Hall
1. Miami 2017 (Seen The Lights Go Out On Broadway) – 5:11
2. Prelude/Angry Young Man – 6:05
3. New York State of Mind – 8:20
4. Just the Way You Are – 4:56
5. She’s Got a Way – 3:32
6. The Entertainer – 6:09
7. Scenes from an Italian Restaurant – 7:35
8. Band Introductions – 2:02
9. Captain Jack – 6:51
10. I’ve Loved These Days – 4:29
11. Say Goodbye to Hollywood – 6:45
12. Souvenir – 2:09

#### 30th Anniversary Edition DVD
- Live Promotional Videos

1. The Stranger
2. Just the Way You Are

- The Old Grey Whistle Test on BBC 1

1. Intro
2. Miami 2017 (Seen The Lights Go Out On Broadway)
3. Movin’ Out (Anthony’s Song)
4. New York State of Mind
5. The Entertainer
6. She’s Always a Woman to Me
7. Root Beer Rag
8. Just the Way You Are
9. Only the Good Die Young
10. Souvenir
11. Ain’t No Crime

- Dokumentation „Making of The Stranger“

#### Best Buy Exclusive Bonus-CD (Live At Nassau Coliseum)
(enthalten in der 2CD- sowie in der 2CD/1DVD 30th Anniversary Edition)
1. Just the Way You Are
2. Vienna
3. The Ballad of Billy the Kid
4. Get It Right the First Time
5. Summer, Highland Falls

#### Target Exclusive Bonus-DVD
(enthalten in der 2CD-Edition)
1. Movin’ Out (Anthony’s Song) (Live auf Long Island)
2. The Stranger (Live auf Long Island)
3. Only the Good Die Young (Live in Leningrad)
4. Scenes from an Italian Restaurant (Live im Yankee Stadium)
5. Piano Man (Live auf der „River of Dreams Tour“)

#### Online Store Bonustracks
1. Prelude/Angry Young Man (Liveversion) (iTunes Album Only Exclusive Track) – 5:03
2. She’s Got a Way (Liveversion) (AmazonMP3 Exclusive Track) – 3:42

## Kommerzieller Erfolg

### Chartplatzierungen
| ChartsChartplatzierungen       | Höchstplatzierung | Wochen |
| ------------------------------ | ----------------- | ------ |
| Vereinigte Staaten (Billboard) | 2 (139 Wo.)       | 139    |
| Vereinigtes Königreich (OCC)   | 24 (40 Wo.)       | 40     |

### Auszeichnungen für Musikverkäufe
| Land/Region                  | Auszeichnungen für Musikverkäufe (Land/Region, Auszeichnung, Verkäufe) | Verkäufe   |
| ---------------------------- | ---------------------------------------------------------------------- | ---------- |
| Australien (ARIA)            | 2× Platin                                                              | 100.000    |
| Dänemark (IFPI)              | Gold                                                                   | 10.000     |
| Hongkong (IFPI/HKRIA)        | Platin                                                                 | 20.000     |
| Japan (RIAJ)                 | Gold                                                                   | 100.000    |
| Kanada (MC)                  | 5× Platin                                                              | 500.000    |
| Neuseeland (RMNZ)            | 4× Platin                                                              | 80.000     |
| Vereinigte Staaten (RIAA)    | 12× Platin                                                             | 12.000.000 |
| Vereinigtes Königreich (BPI) | Gold                                                                   | 100.000    |
| Insgesamt                    | 3× Gold · 14× Platin · 1× Diamant ·                                    | 12.910.000 |

Hauptartikel: Billy Joel/Auszeichnungen für Musikverkäufe